# Walter Otto (Historiker)
Walter Otto (* 30. Mai 1878 in Breslau; † 1. November 1941 in München) war ein deutscher Althistoriker.

## Leben
Als Sohn eines preußischen Offiziers besuchte Otto das König-Wilhelms-Gymnasium zu Breslau. Schon dort betrieb er umfangreiche Quellenstudien in Griechisch, Latein und Hebräisch. Nach dem Abitur wollte er eigentlich Offizier in der Preußischen Armee werden; aber dem stand seine „keineswegs robuste Gesundheit“ entgegen. So studierte er ab 1896 an der Schlesischen Friedrich-Wilhelms-Universität Alte Geschichte, Klassische Philologie und Orientalistik. Er wurde sogleich im Corps Borussia Breslau aktiv. 1897 wurde er recipiert. Seine aus der Schule mitgebrachten Sprachkenntnisse erweiterte er in den ersten Semestern um Assyrisch und Keilschriften. Ulrich Wilcken, der „Altmeister der Papyrologie“, wurde auf ihn aufmerksam. Weitere Lehrer waren Conrad Cichorius, Eduard Norden, Franz Skutsch, Friedrich Delitzsch und Heinrich Zimmern. Mit einer Doktorarbeit bei Wilcken wurde er 1903 zum Dr. phil. promoviert; seine Dissertation trug den Titel Die Organisation der griechischen Priesterschaft im hellenistischen Ägypten. Anschließend studierte er noch zwei Semester an der Friedrich-Wilhelms-Universität zu Berlin bei Adolf Erman, Ulrich von Wilamowitz-Moellendorff, Hermann Diels und Eduard Meyer. Er habilitierte sich 1907 in Breslau (ebenfalls über Priester im hellenistischen Ägypten). An der Königlichen Universität zu Greifswald erhielt er noch im selben Jahr ein Extraordinariat und 1909 einen Lehrstuhl. 1914 wechselte er auf den Lehrstuhl der Philipps-Universität Marburg. 1916 kehrte er als Nachfolger von Cichorius nach Breslau zurück. 1918 trat er an der Ludwig-Maximilians-Universität München die Nachfolge von Ulrich Wilcken auf dem althistorischen Lehrstuhl an. Neben dem Seminar für Alte Geschichte leitete Otto an der Münchener Universität auch die historische Abteilung des Instituts für Papyrusforschung und Antike Rechtsgeschichte und (mit Fritz Hommel) das 1923 begründete Seminar für Ägyptologie und Vorderasiatische Altertumskunde. Das Ordinariat bekleidete er über 23 Jahre bis zu seinem Tod.

### Politik
Otto war von 1918 bis 1930 Mitglied der Deutschnationalen Volkspartei. Die Münchner Räterepublik weckte sein politisches Engagement. Er versuchte die Sozialdemokraten für den Staat zu gewinnen und eine bürgerliche Einheitsfront zu bilden. Das gelang nicht. Über das Ende der Räterepublik schrieb er seinen Corpsbrüdern am 18. Mai 1919:

„Es galt ja auch die militärische Erhebung im Innern vorzubereiten, um für den Fall der auswärtigen Hilfe sofort auf dem Posten zu sein. Ich hatte hier zunächst einen Vertreter des Reichswehrministeriums, der sich eingeschlichen hatte, eine gute Stütze [...]. Infolge des Geiselmordes ist dann die Erhebung einen Tag zu früh ausgebrochen [...]. Am zweiten Tag konnten man eine richtig große Schlacht mit 15 cm-Granaten, Minenwerfern, Tanks usw. erleben. Ich hatte sehr viel auf den Straßen zu tun; das war doch ein eigenartiges Gefühl, die schweren Geschosse an den Stellen, wo sonst die Münchener Spießer geruhsam, ihres Lebens sich freuend dahinwandeln, aufschlagen zu sehen [...]. In der Stadt der Preußenhetze habe ich, der Preuße, als Vertreter aller bürgerlichen Parteien und des Bürgerrates das einziehende Oberkommando [...] begrüßt [...] und bin stets bei ihm als Vertreter der ganzen nichtsozialistischen Bürgerschaft tätig. [...] Ich bin durch dies alles mitten drinnen in der großen bayerisch-deutschen Politik, habe auch besonders viel mit dem [...] Reichswehrministerium [...] zu tun. Daneben muss ich aber ebensogut an den Sitzungen des Arbeitsgeberverbandes oder der bayerischen Industriellen wie der christlichen Gewerkschaften teilnehmen, bin jetzt an der [...] antibolschewistischen Aufklärung beteiligt und an vielem mehr.“

Er trat der NSDAP nicht bei und hielt kritische Distanz zum Nationalsozialismus.

### Leistungen
Der Schwerpunkt von Ottos Tätigkeit war, beginnend mit Dissertation und Habilitation, die Geschichte des Hellenismus (der nach seiner Ansicht auch die römische Kaiserzeit umfasste). In zahlreichen Studien untersuchte er vor allem die Reiche der Ptolemäer und der Seleukiden. Daneben beschäftigte er sich wiederholt auch mit der Geschichte des Römischen Reichs, vor allem aber mit der gesamten Geschichte des Altertums unter universalhistorischen Aspekten. Geplante grundlegende Darstellungen des griechischen Staatsrechts und der griechischen Geschichte blieben unvollendet. Ab 1920 gab Otto das von Iwan von Müller begründete Handbuch der Altertumswissenschaft heraus, dessen thematischen Bereich er auf Byzantinistik und Archäologie ausdehnte. Otto hatte in den 23 Jahren seines Wirkens in München zahlreiche Schüler, von denen Helmut Berve, der 1921 bei ihm promovierte und sich 1926 habilitierte, und Hermann Bengtson (Promotion 1935, Habilitation 1939) die bedeutendsten waren. Auch Franz Josef Strauß studierte bei Otto, konnte die vorgesehene Promotion über Pompeius Trogus aber aufgrund des Zweiten Weltkriegs nicht abschließen.

## Mitgliedschaften in Akademien
- Bayerische Akademie der Wissenschaften (1918/1920)
- Deutsches Archäologisches Institut (1930)
- Österreichische Akademie der Wissenschaften
- Königlich-Preußische Akademie der Wissenschaften
- British Academy

## Schriften (Auswahl)
- Priester und Tempel im hellenistischen Ägypten. Ein Beitrag zur Kulturgeschichte des Hellenismus.  2 Bände, Leipzig 1905–1907 (enthält Dissertation und Habilitationsschrift) (Digitalisate).
- Herodes. Beiträge zur Geschichte des letzten jüdischen Königshauses. Metzler, Stuttgart 1913 (verbesserter und ergänzter Separatdruck von acht RE-Artikeln, Digitalisate von Ottos RE-Artikeln).
- Die deutsche Frage. Bundesstaat oder Einheitsstaat. Berlin 1921.
- Kulturgeschichte des Altertums. Ein Überblick über neue Erscheinungen. Beck, München 1925 (Digitalisat).
- Zur Geschichte der Zeit des 6. Ptolemäers. Ein Beitrag zur Politik und zum Staatsrecht des Hellenismus (= Abhandlungen der Bayerischen Akademie der Wissenschaften. Philosophisch-Historische Abteilung. Neue Folge, Heft 11). Verlag der Bayerischen Akademie der Wissenschaften, München 1934.